# Xã Allison, Quận Brown, South Dakota
Xã Allison (tiếng Anh: Allison Township) là một xã thuộc quận Brown, tiểu bang Nam Dakota, Hoa Kỳ. Năm 2010, dân số của xã này là 20 người.